# Pleronexis
Pleronexis là một chi bọ cánh cứng trong họ Chrysomelidae.
Chi này được miêu tả khoa học năm 1908 bởi Weise.

## Các loài
Các loài trong chi này gồm:
- Pleronexis beauforti Weise, 1908
- Pleronexis caledonica (Fauvel, 1878)